# Busan
Busan (부산?, BusanRR, PusanMR), pronunciado: [pu.san], oficialmente Ciudad Metropolitana de Busan (부산광역시?, Busan-gwangyeoksiRR, Pusan-gwangyŏkshiMR), anteriormente conocida como Pusan, es una de las seis ciudades metropolitanas que, junto a las nueve provincias, la ciudad especial y la ciudad autónoma especial, forman Corea del Sur.
Está ubicada en el extremo sureste del país, limitando al norte con Gyeongsang del Sur, al noreste con Ulsan y al sur con el mar del Japón. Es la segunda ciudad más grande de Corea del Sur por detrás de Seúl, con una población de aproximadamente 3,6 millones de habitantes.
Presenta una amplia extensión, con distritos separados por las montañas que la rodean al norte y oeste y por la cuenca del río Nakdong, el más largo del sur. Durante el siglo XX ha vivido una completa transformación, primero con la llegada de refugiados de la guerra de Corea y después con el desarrollo económico del país, en el que Busan se convirtió en centro de referencia. Dispone del puerto más importante de Corea del Sur y el quinto mayor del mundo por tonelaje de carga. Además es la sede de la Bolsa de Corea del Sur y en 2005 organizó la cumbre del Foro de Cooperación Económica Asia-Pacífico.
Busan fue subsede de los Juegos Olímpicos de Seúl 1988 para las pruebas marítimas, sede de la Copa Mundial de Fútbol de 2002 y organizadora de los XIV Juegos Asiáticos de 2002, lo que la convierte en una de las localidades más relevantes en el ámbito deportivo nacional. En el plano cultural, celebra desde 1996 el Festival Internacional de Cine de Busan.
En 1963 se separó de la región de Gyeongsang del Sur y desde 1995 es una de las ciudades metropolitanas del país.

## Toponimia
El topónimo «Busan» (부산), aceptado también como nombre español, se utiliza desde la introducción de la romanización revisada del coreano en el año 2000. Anteriormente se usaba la palabra «Pusan» según el estándar McCune-Reischauer. La diferencia está en que la consonante no aspirada «ㅂ», equivalente a la «b», se romanizaba como una «p» en el sistema antiguo. Al ser una palabra llana, es incorrecto escribirla con tilde.
El origen de la palabra viene del primer nombre «Busanpo» (부산포), denominada así por la forma de la montaña que flanquea el puerto de Busan. La palabra «Bu» (부) significa «hervidor», «San» (산) es «montaña» y «Po» (포) es «puerto». Desde el siglo XV el topónimo «Busan» empezó a ser el más utilizado en la documentación oficial hasta reemplazar al original.
También se han reconocido nombres como Pusan-gwangyŏksi, Pusan, Fusan, Fuzan-fu, Husan, Husan Hu, Pusan-chikhalsi, Pusan-jikhalsi, Pusan-pu y Pusan-si.

## Historia

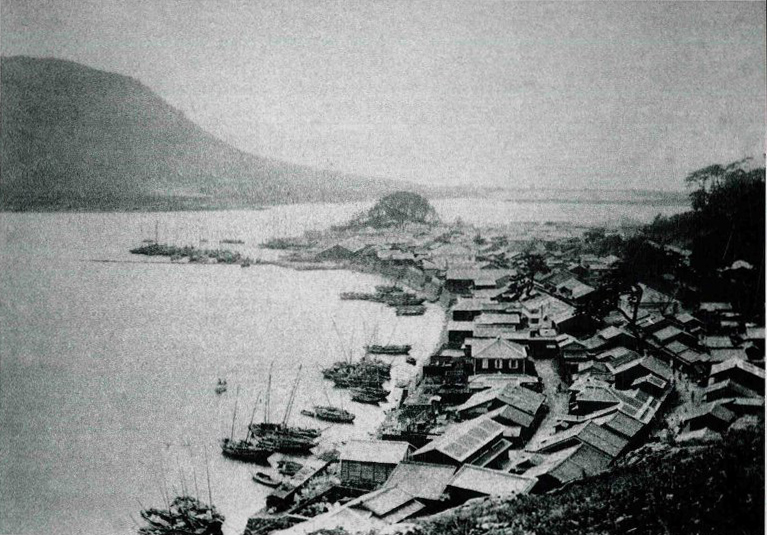
Puerto de Busan a finales del.

Los primeros asentamientos en la zona datan del 18000 antes de Cristo, con una sociedad que subsistió gracias a la alfarería y la pesca, y de la que se han llegado a encontrar algunos restos. Sin embargo, no hubo una localidad como tal hasta la organización sobre el siglo II de «Geochilsanguk», gestionada por los Jinhan. Tiempo después fue absorbida por la confederación Gaya y a mediados del siglo VI el reino de Silla, uno de los Tres Reinos de Corea, se anexionó todo el territorio. En el año 757 cambió su nombre por el de «Dongnae», denominación que aún hoy emplea uno de sus distritos. No fue hasta el reino de Goryeo cuando adoptó definitivamente «Busanpo», del que ha derivado la etimología actual.
Su situación geográfica fue aprovechada por las autoridades para convertirla en un puerto comercial. En el siglo XV, el gobierno de Corea (bajo la dinastía Joseon) la designó puerto comercial de referencia con Japón, produciéndose algunos asentamientos extranjeros. La ciudad fue protagonista de una de las invasiones niponas de la península, cuando en la tarde del 23 de mayo de 1592 unos 7000 soldados liderados por Konishi Yukinaga llegaron a su bahía. El Sitio de Busán fue la primera batalla de la guerra de los Siete Años y los japoneses tomaron su control en dos días, convirtiéndola en un lugar estratégico de suministros hasta su retirada en 1598. Una vez recuperada, los coreanos no permitieron que la comunidad nipona volviese a establecerse hasta 1607.
En 1876 se produjo la inauguración del puerto de Busan, permitiendo así el comercio internacional con otros países. El mayor beneficiado por esta medida fue Japón, en virtud del Tratado de Kanghwa. Con la caída de la dinastía Joseon y el posterior dominio colonial nipón, Busan vivió un importante crecimiento comercial al ser el principal centro de distribución entre la península y el archipiélago. De hecho, recibió adelantos tecnológicos como el primer tranvía de vapor. La ocupación terminó en 1945.
Al finalizar la Segunda Guerra Mundial, como consecuencia de la división de la península entre los soviéticos y los estadounidenses, surgieron dos nuevas entidades: Corea del Norte y Corea del Sur. Dos años después estalló la guerra de Corea y los militares del norte llegaron a invadir Seúl con apoyo comunista, lo que motivó la intervención de la Organización de las Naciones Unidas. Busan se convirtió en capital provisional, acogió a numerosos refugiados y las sedes de los negocios capitalinos. En torno a ella se extendió un perímetro de 225 kilómetros con el que evitar la ocupación total. La Batalla de Busan, entre el 4 de agosto y el 18 de septiembre, fue un episodio clave en el conflicto porque las tropas aliadas consiguieron resistir.
Los sucesivos gobiernos surcoreanos aprovecharon Busan no solo como el puerto más importante, sino que la convirtieron en un centro económico de primer orden. Busan se desligó de la región de Gyeongsang del Sur en 1963 para tener su propia gestión municipal, y en 1995 recibió el estatus de ciudad metropolitana. Su población se duplicó entre los años 1970 y 1980 gracias a la migración interior. Hoy en día es la segunda ciudad más poblada del país, solo superada por Seúl.

## Geografía
La ciudad está situada en el borde sureste de la península de Corea, muy cerca de la costa. Es la localidad coreana que está geográficamente más cerca de Japón, algo que ha marcado su historia; la distancia con el punto más cercano, las islas Tsushima, es de tan solo 49,5 kilómetros, y Fukuoka se encuentra a algo más de 214 kilómetros. Esto contrasta con la distancia entre Busan y Seúl, que es de casi 325 kilómetros.
Busan está rodeada por pequeñas montañas en el noroeste de sus límites, mientras que al este y sur está limitada por el mar de China Oriental. Al oeste se encuentra la desembocadura del río Nakdong, el más largo de Corea del Sur y utilizado para la navegación, que durante siglos ha sido conexión comercial entre el puerto de Busan y las regiones del interior. Dentro de la cadena montañosa que la rodea, el punto más alto es Geumjeongsan (801,5 metros), al que puede accederse haciendo senderismo o a través de un teleférico.

## Clima
Localizada en el extremo sudeste de la península, Busan presenta una variante del clima subtropical húmedo (Clasificación de Köppen: CWA) con temperaturas más templadas. Es raro que se den temperaturas extremas. El mejor clima se da entre los meses de octubre y noviembre, con cielos despejados y temperaturas agradables. Los veranos son cálidos y presentan el mayor número de precipitaciones, mientras que los inviernos son fríos y secos con viento fuerte, pero en menor medida que en el interior de Corea. Las nevadas también son un fenómeno poco frecuente.
Se han producido varios ciclones tropicales a lo largo de su historia. El 15 de septiembre de 1959 el tifón Sara pasó cerca de la costa y causó cuantiosos daños materiales. Y el 12 de septiembre de 2003 una inusual tormenta veraniega, el tifón Maemi, le costó la vida a más de 100 personas en todo el país.
| Parámetros climáticos promedio de Busan (1981–2010) | Parámetros climáticos promedio de Busan (1981–2010) | Parámetros climáticos promedio de Busan (1981–2010) | Parámetros climáticos promedio de Busan (1981–2010) | Parámetros climáticos promedio de Busan (1981–2010) | Parámetros climáticos promedio de Busan (1981–2010) | Parámetros climáticos promedio de Busan (1981–2010) | Parámetros climáticos promedio de Busan (1981–2010) | Parámetros climáticos promedio de Busan (1981–2010) | Parámetros climáticos promedio de Busan (1981–2010) | Parámetros climáticos promedio de Busan (1981–2010) | Parámetros climáticos promedio de Busan (1981–2010) | Parámetros climáticos promedio de Busan (1981–2010) | Parámetros climáticos promedio de Busan (1981–2010) |
| Mes                                                 | Ene.                                                | Feb.                                                | Mar.                                                | Abr.                                                | May.                                                | Jun.                                                | Jul.                                                | Ago.                                                | Sep.                                                | Oct.                                                | Nov.                                                | Dic.                                                | Anual                                               |
| --------------------------------------------------- | --------------------------------------------------- | --------------------------------------------------- | --------------------------------------------------- | --------------------------------------------------- | --------------------------------------------------- | --------------------------------------------------- | --------------------------------------------------- | --------------------------------------------------- | --------------------------------------------------- | --------------------------------------------------- | --------------------------------------------------- | --------------------------------------------------- | --------------------------------------------------- |
| Temp. máx. media (°C)                               | 7.8                                                 | 9.8                                                 | 13.4                                                | 18.2                                                | 21.7                                                | 24.4                                                | 27.3                                                | 29.4                                                | 26.3                                                | 22.4                                                | 16.3                                                | 10.5                                                | 18.9                                                |
| Temp. media (°C)                                    | 3.2                                                 | 4.9                                                 | 8.6                                                 | 13.6                                                | 17.5                                                | 20.7                                                | 24.1                                                | 25.9                                                | 22.3                                                | 17.6                                                | 11.6                                                | 5.8                                                 | 14.7                                                |
| Temp. mín. media (°C)                               | −0.6                                                | 1.1                                                 | 4.9                                                 | 9.9                                                 | 14.1                                                | 17.9                                                | 21.8                                                | 23.4                                                | 19.5                                                | 14.1                                                | 7.8                                                 | 2.0                                                 | 11.3                                                |
| Precipitación total (mm)                            | 34.4                                                | 50.2                                                | 80.7                                                | 132.7                                               | 157.4                                               | 206.7                                               | 316.9                                               | 255.1                                               | 158.0                                               | 58.4                                                | 45.8                                                | 22.8                                                | 1519.1                                              |
| Días de precipitaciones (≥ 0.1 mm)                  | 5.5                                                 | 6.2                                                 | 8.4                                                 | 9.1                                                 | 9.4                                                 | 10.4                                                | 13.6                                                | 11.5                                                | 9.3                                                 | 5.2                                                 | 5.5                                                 | 4.2                                                 | 98.3                                                |
| Horas de sol                                        | 199.0                                               | 182.5                                               | 193.0                                               | 210.0                                               | 221.7                                               | 179.7                                               | 165.8                                               | 200.9                                               | 167.2                                               | 208.9                                               | 194.4                                               | 204.3                                               | 2327.3                                              |
| Humedad relativa (%)                                | 48.3                                                | 51.4                                                | 57.7                                                | 62.7                                                | 69.8                                                | 77.4                                                | 84.3                                                | 79.9                                                | 73.9                                                | 64.0                                                | 57.0                                                | 50.1                                                | 64.7                                                |
| Fuente: Korea Meteorological Administration         |                                                     |                                                     |                                                     |                                                     |                                                     |                                                     |                                                     |                                                     |                                                     |                                                     |                                                     |                                                     |                                                     |

## Demografía
En Busan hay registrados un total de 3.573.533 habitantes, según el censo de 2012. La población ha experimentado un importante aumento desde el desarrollo del puerto de la ciudad, que permitió asentar empresas y mejorar el comercio. Durante la guerra de Corea superó las 800 000 personas con la llegada de refugiados de otras partes del país, y muchos de ellos se quedaron por las mayores oportunidades. En 1955 ya se había superado el millón de habitantes, y cuando Busan se desvinculó de la región de Gyeongsang del Sur en 1963, la cifra era de 1,3 millones.
El desarrollo de la industria, los servicios y el turismo provocó un incremento superior al 70% durante la década de 1970, superando los tres millones de habitantes en el censo de 1980. Para dar cabida a los nuevos residentes se ampliaron los distritos administrativos. El crecimiento demográfico tocó techo en 1995 con 3,8 millones de personas, pero desde entonces se ha ido desacelerando por el aumento del precio de las viviendas, el descenso de la natalidad y el empuje de localidades vecinas como Gimhae y Changwon, que forman parte del área metropolitana.
| Gráfica de evolución demográfica de Busan entre 1947 y 2012 |
|                                                             |
| Fuente: Gobierno de Busan                                   |

## Administración
Busan es una de las cinco ciudades metropolitanas (광역시) de Corea del Sur, desde la reforma administrativa de 1995. Su gobierno se escoge por sufragio universal en elecciones celebradas cada cuatro años. El alcalde es la figura más importante a nivel administrativo del poder local. A nivel estatal, los habitantes de Busan eligen a 18 representantes en la Asamblea Nacional de Corea del Sur.
Desde 2014 el alcalde es Suh Byung-soo del Saenuri. Sustituyó a Hur Nam-sik, en oficio durante diez años y de la misma formación.
La geografía política se compone de 15 distritos (gu, 구) y un condado (gun, 군). Este sistema está en vigor desde 2009 y se ha adaptado a la expansión de la ciudad con el aumento de la población. En 1957 solo había seis distritos, considerados ahora parte del centro histórico. Los que tienen más población son Haeundae-gu, distrito comercial y turístico, y Busanjin-gu, una de las zonas con mayor actividad comercial.

División administrativa del área metropolitana de Busan.

- Distrito Buk (북구)
- Distrito Busanjin (부산진구)
- Distrito Dong (동구)
- Distrito Dongnae (동래구)
- Distrito Gangseo (강서구)
- Distrito Geumjeong (금정구)
- Distrito Haeundae (해운대구)
- Distrito Jung (중구)
- Distrito Nam (남구)
- Distrito Saha (사하구)
- Distrito Sasang (사상구)
- Distrito Seo (서구)
- Distrito Suyeong (수영구)
- Distrito Yeongdo (영도구)
- Distrito Yeonje (연제구)
- Condado Gijang (기장군)

## Economía

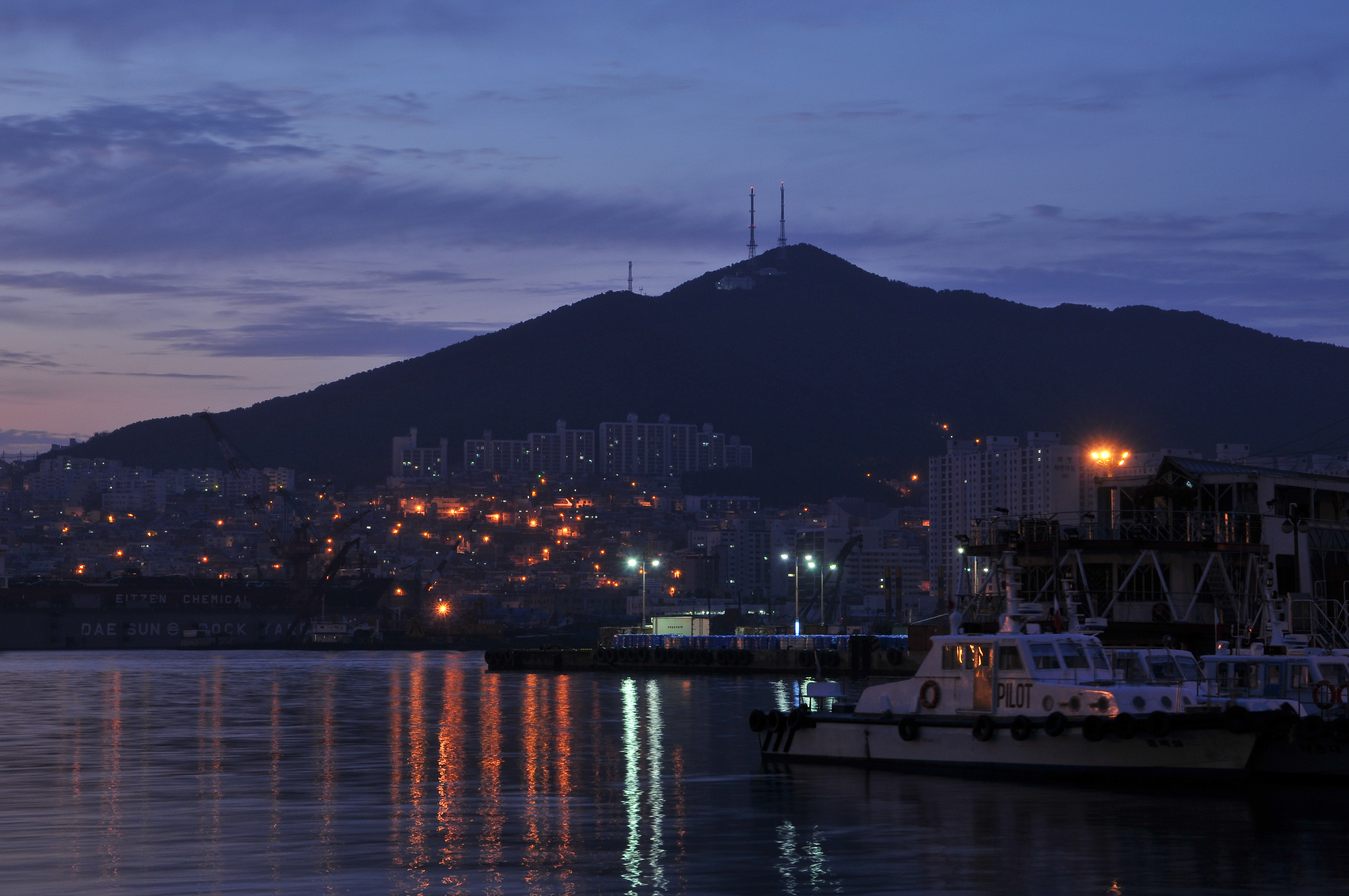
Panorámica nocturna de Yeongdo-gu, en el puerto de Busan.

El sector económico que más dinero aporta a las arcas de Busan es el sector servicios. No obstante, la ciudad es conocida sobre todo por el transporte marítimo de mercancías. El puerto de Busan es el más importante de Corea del Sur, el quinto mayor del mundo y el octavo en términos de productividad. La carga procesada supera los 17 millones de TEU, mientras que el volumen de carga de transbordo es de 8,1 millones de TEU. Las mayores exportaciones son barcos, pescado, acero, calzado deportivo y cuero. Esta terminal procesa el 40% de los fletes totales de exportación de la marina coreana, el 80% de los contenedores y el 42% de la flota pesquera.
La Zona Económica Libre de Busan-Jinhae, una de las dos únicas en la península de Corea, se creó para reafirmar el estatus de Busan como centro histórico del comercio internacional, convirtiéndola en un núcleo de distribución y negocios para el noreste de Asia. Su superficie es de 105 metros cuadrados, está conformada por cinco complejos y 16 distritos industriales. En su centro financiero se encuentra la sede de la Bolsa de Corea del Sur (KRX). Cuenta también con uno de los complejos más grandes de Asia Oriental, el Centro de Convenciones y Exhibiciones de Busan (BEXCO).
Dentro de su importancia en el comercio asiático, fue sede del Foro de Cooperación Económica Asia-Pacífico en 2005.
Además acoge las sedes de Renault Samsung Motors, del fabricante de buques Hanjin Heavy Industries y del banco Busan Bank. La aerolínea regional Air Busan, especializada en vuelos locales, opera desde el Aeropuerto Internacional de Gimhae.

### Comercio
Dispone de una de los mayores mercados de pescado de Corea del Sur, el mercado Jagalchi (자갈치시장). Está situado cerca del puerto y aunque antes vendía de todo, después de la guerra de Corea se especializó en pescados y marisco. La gran mayoría de los vendedores son mujeres. Algunas de sus especialidades son el pescado crudo rebanado, las caballas e incluso la carne de ballena. Al ser uno de los mayores atractivos turísticos, cada mes de octubre se celebra un festival.
Muy cerca de allí se encuentra el mercado internacional Gukjae de Nampo-dong. Construido por refugiados de la guerra de Corea en los años 1950, durante mucho tiempo se le consideró el mercado más grande del país.
El principal barrio comercial y de servicios es Seomyeon, situado en el distrito de Busanjin. La zona no solo concentra toda clase de tiendas y sedes bancarias, sino que es el principal punto de ocio nocturno de Busan. Al lado se encuentra el tradicional mercado de Bujeon. El otro núcleo equiparable es Gwangbok, dentro del distrito central de Jung. Ambas zonas están conectadas por la línea 1 del Metro de Busan.
La ciudad cuenta con numerosos centros comerciales. El más importante de ellos es Centum City, controlado por el grupo Shinsegae y ubicado en el distrito de Haeundae. Tras su inauguración en marzo de 2009 se convirtió en el centro comercial más grande del mundo. Está dividido en dos edificios: el del este cuenta con 14 plantas de tiendas, zonas de restaurantes, centros deportivos e incluso un campo de golf, mientras que el del oeste dispone de 9 pisos con un spa, multicines y galerías.

## Turismo
Uno de los mayores atractivos locales de Busan son sus seis playas. Dado que el clima es más suave que el de otras zonas de Corea del Sur, se han convertido en un destino turístico nacional. Casi todas ellas están dentro de un ambiente urbanizado. La más popular se encuentra en el distrito de Haeundae (playa Haeundae), rodeada por un paseo marítimo y hoteles de lujo, que es considerado destino familiar. Cerca de ella está el Acuario de Busan, el más grande del país con más de 250 especies exhibidas. También es famosa la playa Gwangalli, cerca del puente Gwangan (el segundo más largo de Corea), con un ambiente juvenil.
El gobierno de la ciudad ha emprendido un plan de limpieza para reducir la contaminación del agua de las playas, pues algunas de ellas están cerca del puerto.
Como Busan está rodeada de montañas, otra actividad muy popular es el senderismo. La montaña más alta es Geumjeong, de 801,5 metros de altitud. En los alrededores se encuentra la fortaleza de Geumjeongsanseong, reconstruida por completo a finales de 2010. En esa misma zona está situado el templo budista de Beomeosa, construido en el año 678 por el rey Munmu durante el reino de Silla porque, según la leyenda, en la cima de la montaña había "un manantial de agua dorada" sobre el que nadaba un pez áureo. La edificación original fue destruida durante la invasión japonesa de 1592, pero pudo reconstruirse en 1713 siguiendo el estilo arquitectónico de la dinastía Joseon.
Existen otros templos religiosos, fortalezas y vestigios de la dinastía Joseon en la localidad, e incluso anteriores a esa época. En el condado de Gijang se encuentra el templo budista de Haedong Yonggungsa, situado junto al mar. Fue fundado en 1376 durante el reinado de Gongmin por el sacerdote Naonghwasang, asesor real. Entre otros elementos, dispone de doce estatuas que representan los signos zodiacales del horóscopo chino.

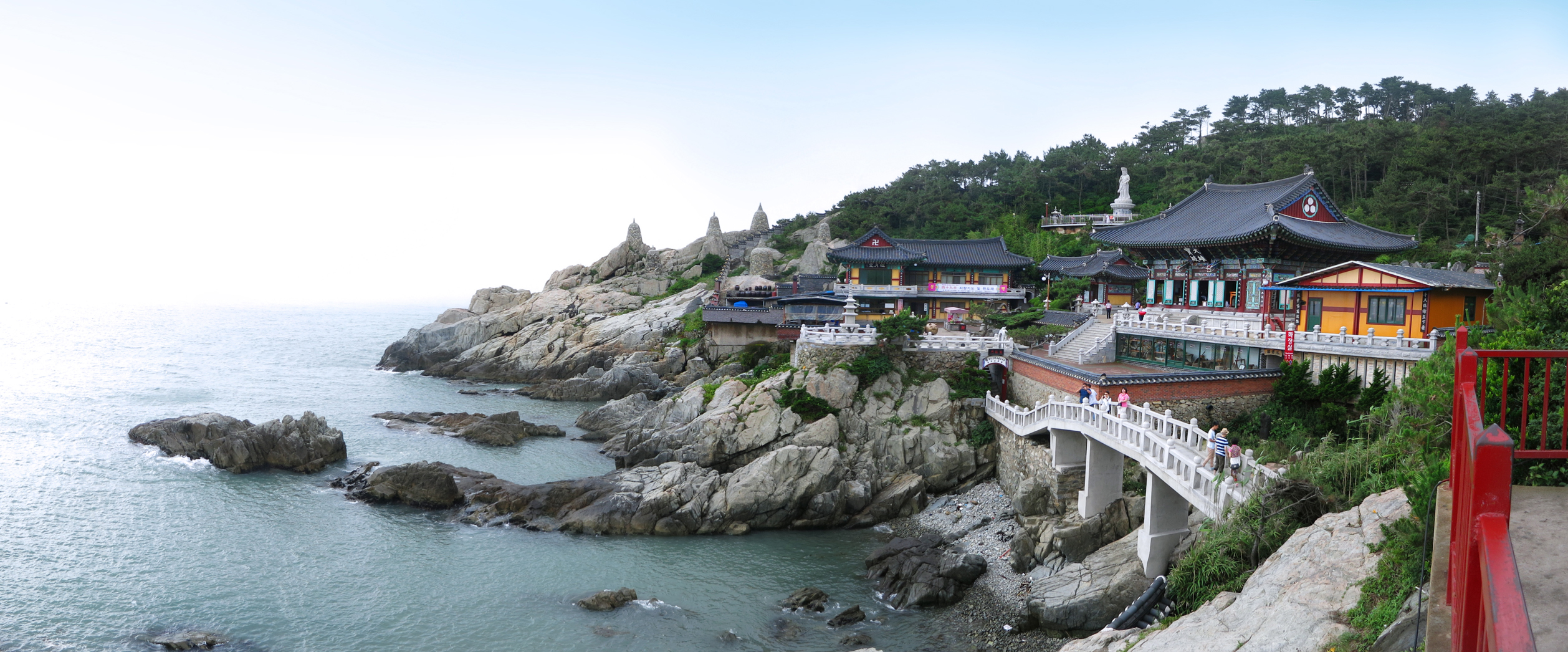
Templo budista de Haedong Yonggungsa, en el condado de Gijang.

Algunas de las zonas con más actividad son el distrito de Dongnae —donde hay un spa natural—, la calle comercial de Seomyeon, los mercados tradicionales y los barrios cercanos a las universidades. Estos disponen de una variada oferta de ocio con cafeterías, bares y restaurantes dirigidos a los estudiantes, así como ocio cultural al aire libre los fines de semana. En la isla de Yeongdo se encuentran el Centro Recreativo de Taejongdae y el Museo Marítimo de Corea. Un poco más arriba, el distrito de Jung tiene el parque Yongdusan y la Torre de Busan de 118 metros. En el barrio sureño de Nam está el Cementerio Memorial de las Naciones Unidas, en recuerdo a las víctimas de la guerra de Corea.

## Educación
Dentro de los centros de enseñanza superior, el más conocido es la Universidad Nacional de Pusan, que forma parte del grupo de diez universidades públicas más importantes de Corea del Sur.

### Centros públicos
- Universidad Nacional de Pedagogía de Busan
- Universidad Nacional de Pukyong
- Universidad Nacional de Pusan
- Universidad Marítima de Corea

### Centros privados
- Universidad de lenguas extranjeras de Busan (BUFS)
- Universidad Católica de Pusan
- Universidad de Dongseo
- Universidad de Dongmyung
- Universidad de Dong-A
- Universidad de Dong-eui
- Universidad Kosin
- Universidad Kyungsung
- Universidad Presbiteriana de Busan (campus, paraninfo en Gimhae)
- Universidad de Inje (campus, paraninfo en Gimhae)

## Gastronomía
La gastronomía tradicional de Busan se engloba dentro de la cocina coreana en general, y está influida por el intercambio cultural. Debido a que la ciudad fue un importante centro militar al sureste de la península, muchos oficiales japoneses se asentaron allí durante la ocupación. El plato más característico es el Dongnae pajeon (동래파전), variante del pajeon con cebolleta, chiles y distintos tipos de marisco en un panqueque de harina de trigo, harina de arroz glutinoso, huevos, sal y agua.
Dado que Busan fue un destino para refugiados durante la guerra de Corea y muchos de ellos terminaron asentándose, quedó influida por distintos estilos culinarios. Algunos de esos platos son el milmyeon (밀면, fideos de harina), versión de los fideos finos que se preparan con harina de trigo; el Dwaeji gukbap (돼지국밥), sopa de arroz con cerdo, y el Naengchae Jokbal, corvejones de cerdo al vapor con verduras. Los mercados a pie de calle suelen tener puestos de comida tradicional.
La bebida tradicional es el soju, un licor destilado de arroz y otros cereales fermentados.

## Cultura
Desde 1996 se celebra el Festival Internacional de Cine de Busan, uno de los eventos cinematográficos más populares en Asia Oriental, y la exposición artística Biennale de Busan. Ambos eventos tienen lugar en el Centro de Cine de Busan (Busan Cinema Center), un edificio vanguardista con capacidad para 4.000 espectadores que fue inaugurado en 2011.
Cuenta con los siguientes museos. El más importante es el Museo Marítimo Nacional de Corea del Sur, el tercero más grande del país e inaugurado en 2012. Exhibe en sus salas más de 12.000 reliquias marítimas e incluye la réplica más grande de un barco chino de Joseon.
- Museo Bokcheon
- Museo de Busan
- Museo de Arte Moderno de Busan
- Museo de Historia Moderna de Busan
- Museo Universitario Nacional de Busan
- Museo Conchero de Dongsam
- Museo Marítimo Nacional de Corea del Sur
- Museo del pajeon

En 2012 el artista alemán Hendrik Beikirch pintó el mural más alto de Asia en un edificio de la ciudad: un dibujo de 70 metros que representa a un pescador local, y que se funde con la panorámica de los rascacielos del distrito financiero.

## Transportes

### Bus y ferrocarril
Las líneas nacionales de autobús conectan Busan con otras ciudades de Corea del Sur a través de dos terminales: Nopodong (en el norte, cerca del inicio de la línea 1 de metro) y Seobu (estación de Sasang).
A nivel municipal se operan 134 rutas de autobús que abarcan toda el área metropolitana.
En cuanto a los ferrocarriles, Busan está conectada con la Estación de Busan a la línea Gyeongbu (operada por Korail) que atraviesa las ciudades más importantes del país: Daegu, Daejeon, Suwon y Seúl. En sus raíles funcionan toda clase de trenes, incluyendo el servicio de alta velocidad que permite llegar a la capital en solo dos horas y media. La otra línea nacional importante es la Donghae Nambu que le une a Ulsan, Pohang y Gyeongju.

### Metro

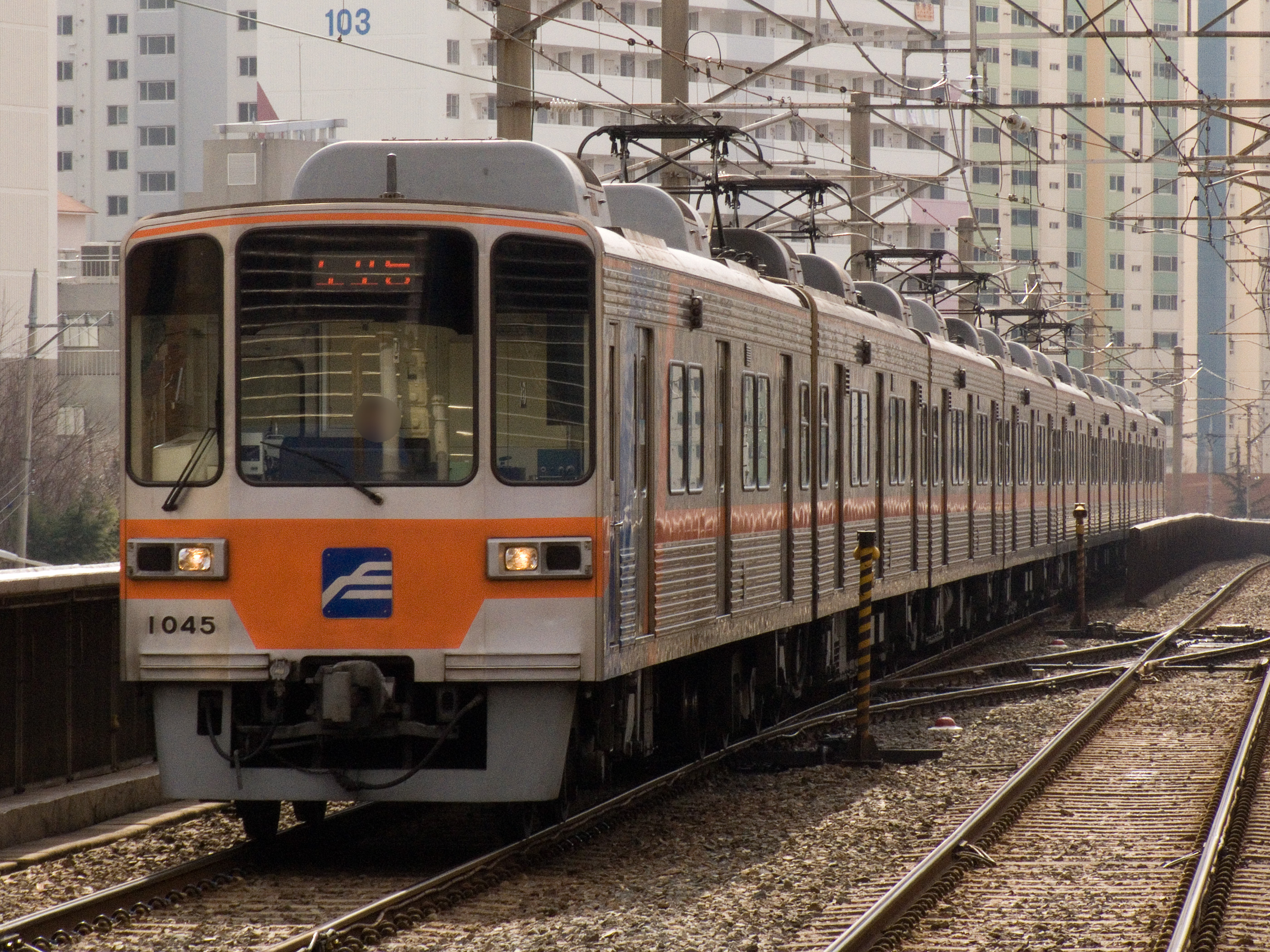
Vagón del metro de Busan.

El metro de Busan (부산 도시철도) es la red suburbana de la localidad desde su apertura en 1985. Tiene una longitud de 109,5 kilómetros y comprende 107 estaciones repartidas en cuatro líneas que gestiona la Corporación de Transportes de Busan.
Si se suma la línea adicional de metro ligero que conecta la metrópolis con la vecina Gimhae, a cargo de una empresa privada, el total asciende a 133,4 kilómetros y 128 estaciones.
Todas las señales de la red están escritas en coreano y en inglés, del mismo modo que los indicadores de estación, correspondencias y salidas. En la megafonía se usa también el japonés y el mandarín. Para facilitar su uso, todas las estaciones están numeradas y el primer número corresponde a la línea.

### Transporte aéreo
El Aeropuerto Internacional de Gimhae (IATA: PUS) está situado al oeste de la ciudad y funciona desde 1976. En 2013 fue utilizado por algo más de 9,6 millones de pasajeros, lo que le convierte en el cuarto con más tráfico del país. Está gestionado por la Corporación de Aeropuertos de Corea y por las Fuerzas Aéreas de la República de Corea.
Está comunicado a través de la línea metro ligero entre Busan y Gimhae y de numerosos autobuses y taxis.
Su principal uso es como destino internacional. Aunque a nivel doméstico tiene vuelos a la isla de Jeju y al aeropuerto de Gimpo (oeste de Seúl), la mayoría de los destinos son a los centros más importantes de Asia.
El gobierno municipal anunció en 2013 que pensaba desmantelar Gimhae porque se había quedado obsoleto y por razones de seguridad. Su plan es construir un nuevo aeropuerto en la isla de Gadeok-do, al suroeste.

### Transporte marítimo
El puerto de Busan dispone de un servicio de transbordadores que la conectan con muelles nacionales (Ulsan, Incheon, Jeju) e internacionales. Su cercanía con Japón le ha permitido desarrollar una red de viajes a distintos puntos del archipiélago como Hitakatsu, Shimonoseki, Fukuoka y Osaka.
La empresa nipona JR Kyushu gestiona una línea de hidroalas que conectan Busan con Fukuoka en menos de tres horas.

## Deportes

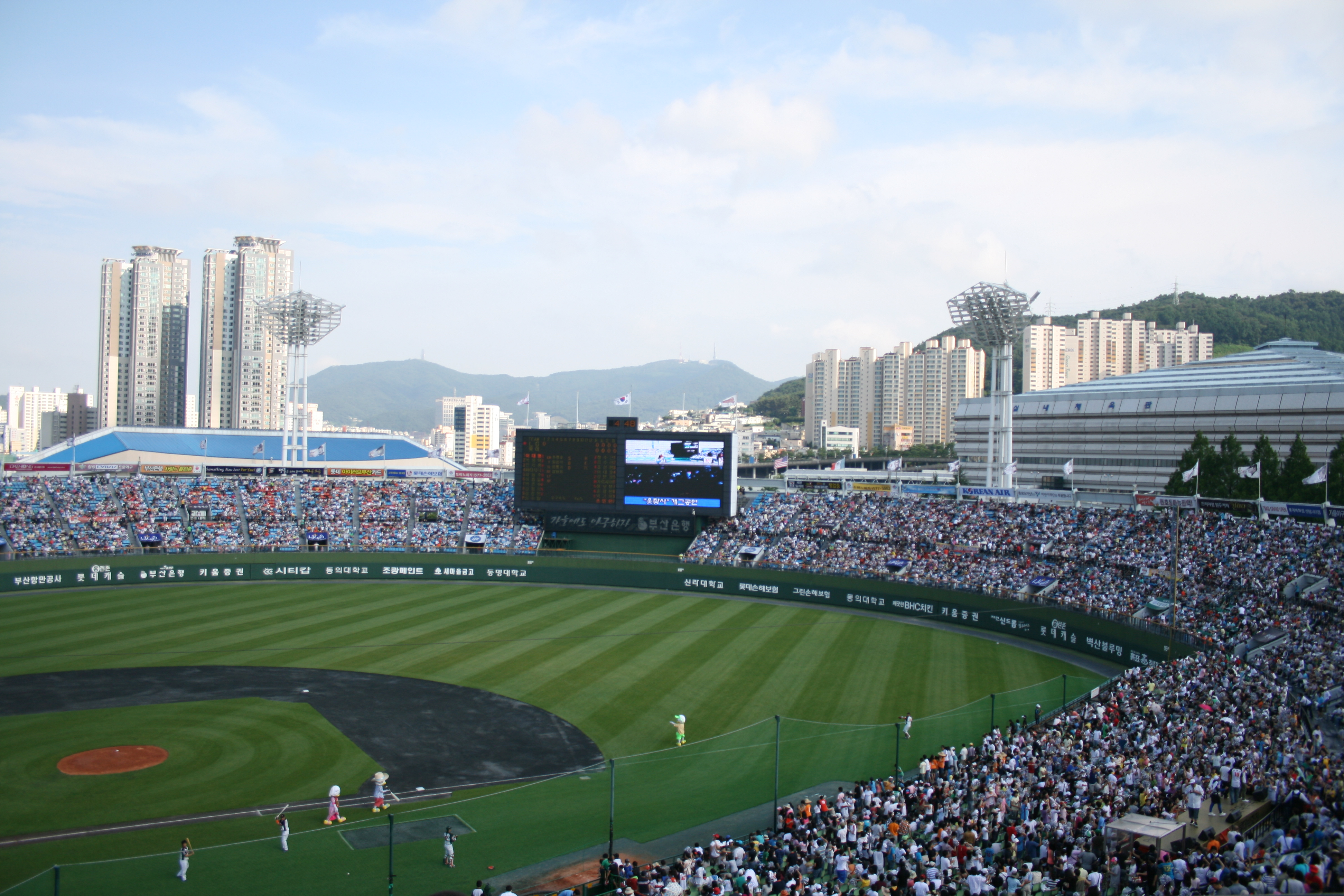
Estadio de Béisbol Sajik.

Busan tiene una oferta de espectáculos deportivos de primer nivel. La localidad organizó los XIV Juegos Asiáticos de 2002, por la que se construyó una moderna red de instalaciones entre las cuales destacada el Estadio Asiad, un recinto con pista de atletismo y capacidad para 53.864 espectadores. Dicho campo fue también sede en la Copa Mundial de Fútbol de 2002 celebrada entre Corea del Sur y Japón. Otros recintos son el Estadio Gudeok, que fue subsede olímpica en 1988, y el Estadio de Béisbol Sajik.
El club de yate de Busan (Busan Yachting Center) albergó las pruebas de vela en los Juegos Olímpicos de Seúl 1988.
Existen tres equipos profesionales que compiten en los torneos surcoreanos: Lotte Giants (Liga de Béisbol Profesional), Busan IPark Football Club (K League Challenge de fútbol) y Busan KT Sonicboom (Liga de baloncesto de Corea). Lotte Giants ha sido una pieza clave del béisbol surcoreano desde su fundación en 1986, mientras que el Busan IPark vivió sus mayores éxitos deportivos cuando era conocido como «Daewoo Royals», con cuatro títulos de liga y la Copa de Campeones de Asia de 1986.
En 2005 se inauguró el Hipódromo de Busan–Gyeongnam, que organiza carreras de caballos todas las semanas.

## Ciudades hermanadas
Busan participa activamente en la iniciativa de hermanamiento de ciudades. Su primer acuerdo lo firmó en 1966 con Kaohsiung, el segundo municipio más grande de la Isla de Taiwán.
- Auckland, Nueva Zelanda.
- Barcelona, España.
- Bombay, India.
- Casablanca, Marruecos.
- Cebú, Filipinas.
- Chicago, Estados Unidos.
- Ciudad Ho Chi Minh, Vietnam.
- Dubái, Emiratos Árabes Unidos.
- Estambul, Turquía.
- Fukuoka, Japón.
- Guadalajara, México.
- Kaohsiung, República de China.
- Los Ángeles, Estados Unidos.
- Montreal, Canadá.
- Nom Pen, Camboya.
- Rangún, Birmania.
- Río de Janeiro, Brasil.
- Salónica, Grecia.
- San Petersburgo, Rusia.
- Shanghái, China.
- Shimonoseki, Japón.
- Surabaya, Indonesia.
- Tijuana, México.
- Valparaíso, Chile.
- Vladivostok, Rusia.

Además de estas ciudades, mantiene hermandad con el estado de Victoria (Australia) y la provincia Occidental del Cabo (Sudáfrica). En la figura de los acuerdos de colaboración, coopera con:
- Bangkok, Tailandia.
- Chongqing, China.
- Osaka, Japón.
- Shenzhen, China.
- Tianjin, China.

Por otra parte, el puerto de Busan está hermanado con los siguientes:
- Puerto de Miami, Estados Unidos.
- Puerto de Nueva York y Nueva Jersey, Estados Unidos.
- Puerto de Osaka, Japón.
- Puerto de Róterdam, Países Bajos.
- Puerto de Shanghái, China.
- Puerto de Southampton, Reino Unido.